# Superleague Formula

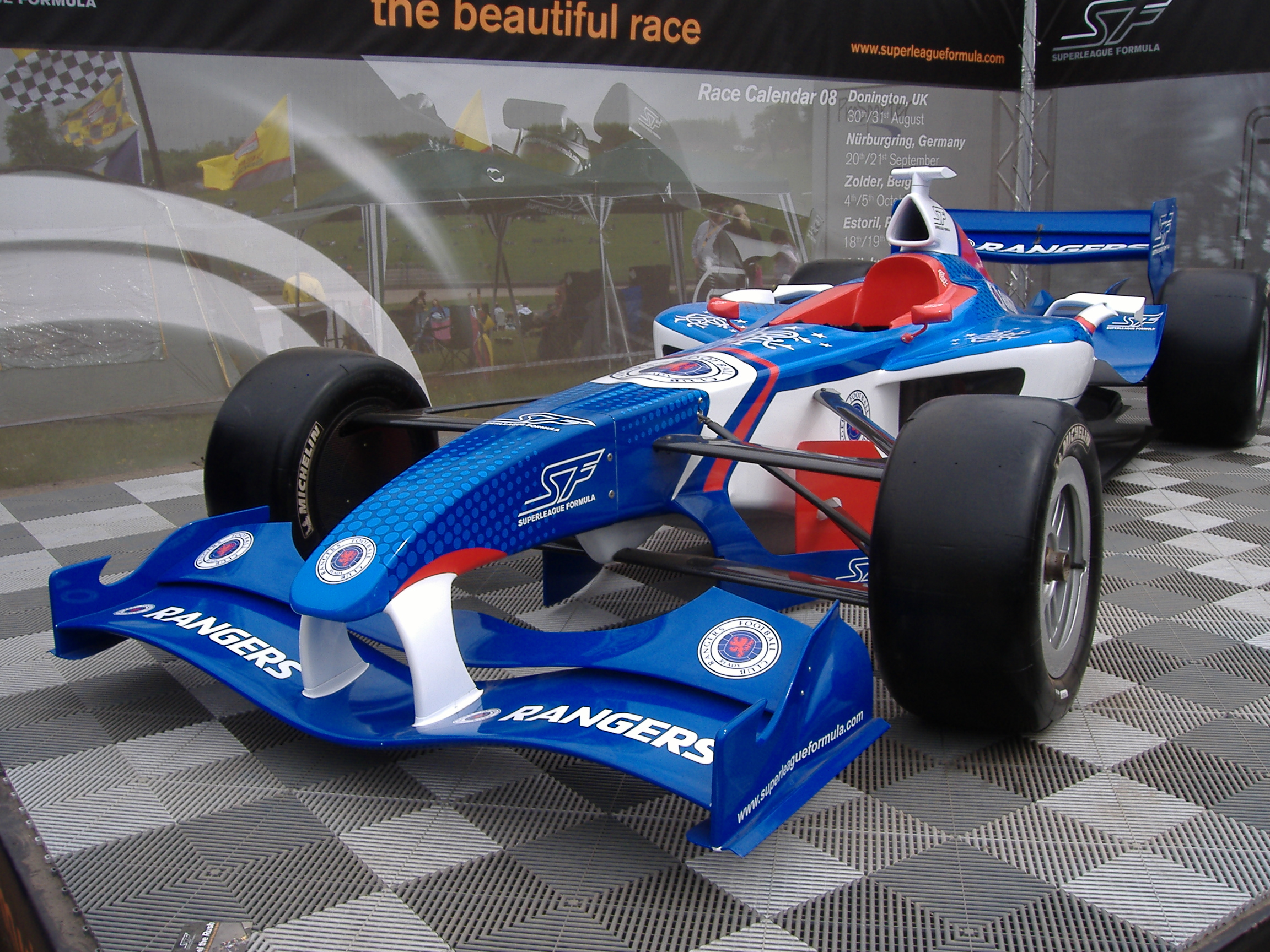
La monoplace aux couleurs des Glasgow Rangers.

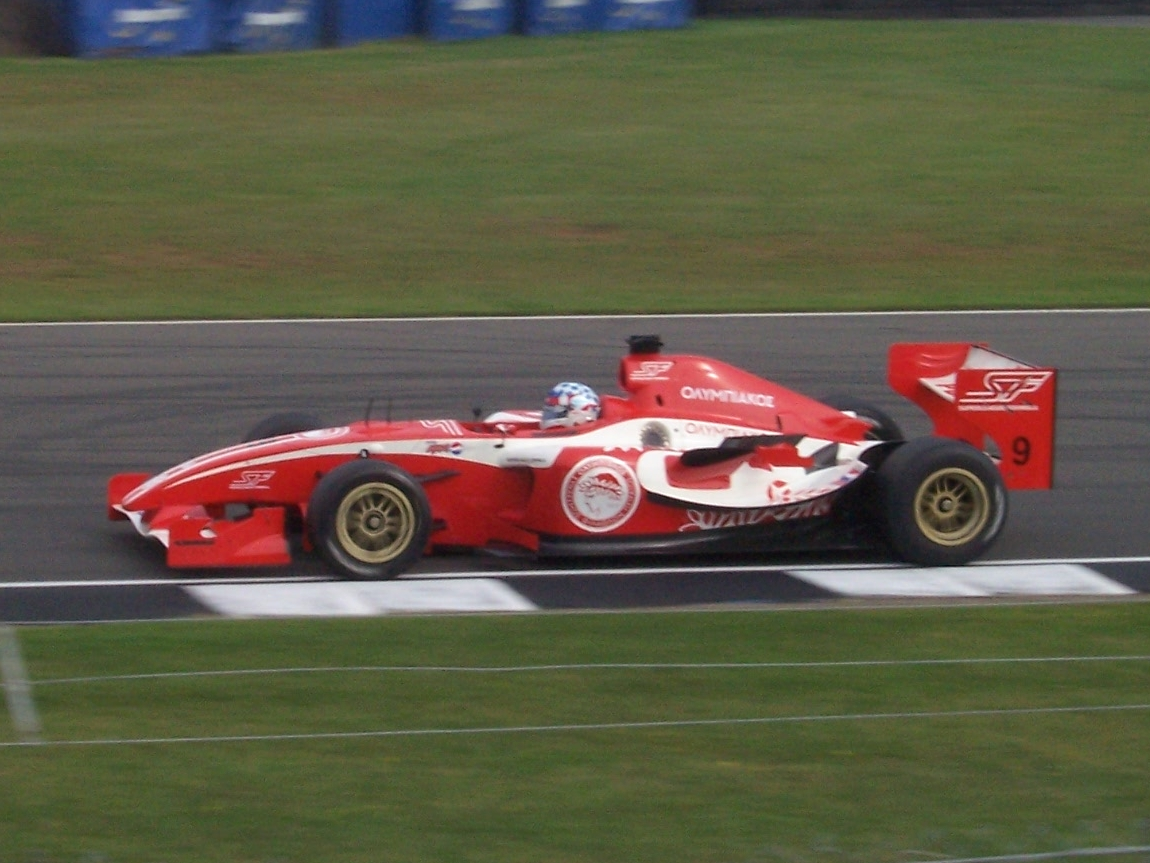
La voiture de l'Olympiakos pilotée par Kasper Andersen en 2008

La Superleague Formula est une ancienne catégorie de monoplace de sport automobile. La particularité de cette ligue est de faire courir des monoplaces aux couleurs de clubs de football du monde entier.

## Historique

### Présentation du championnat

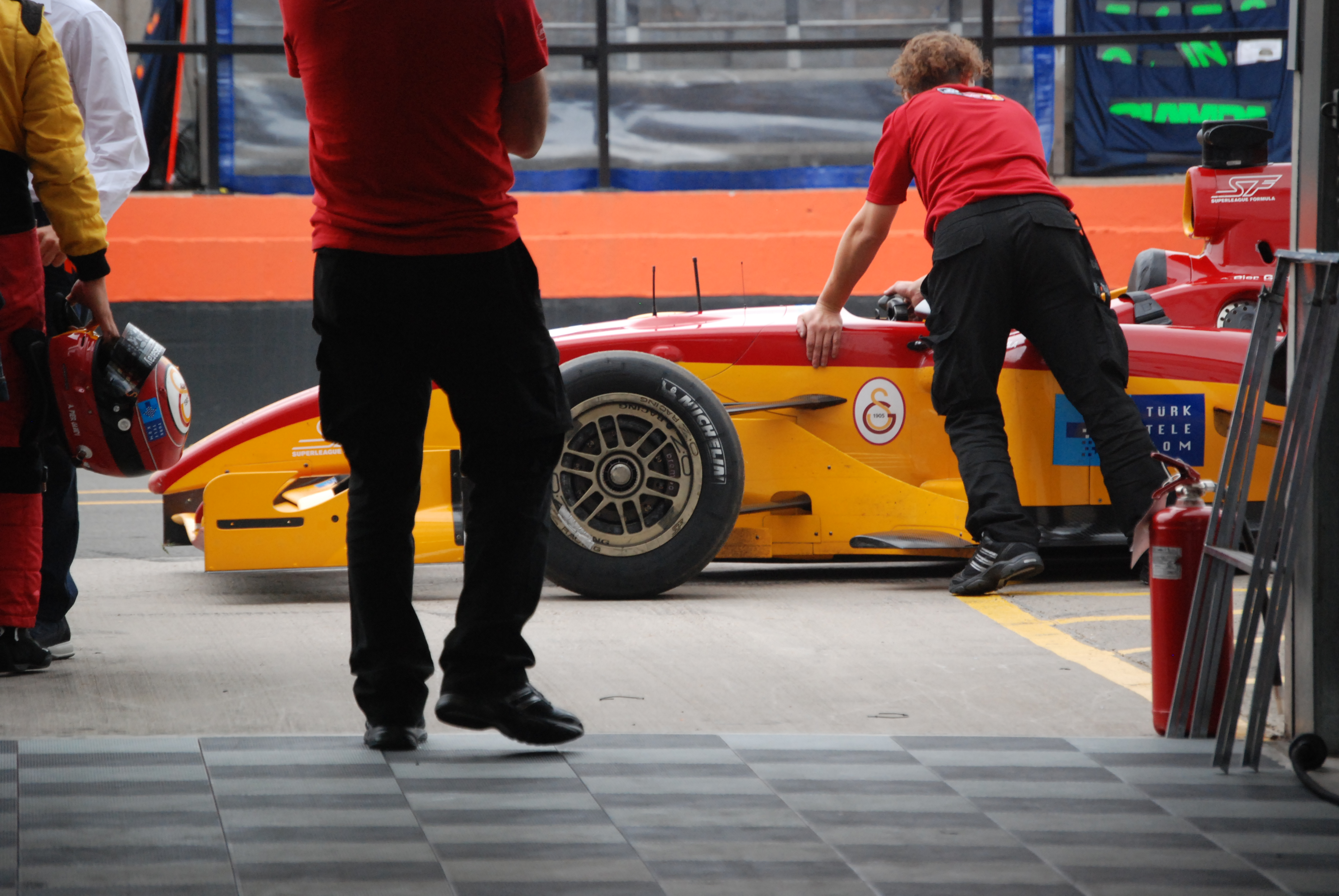
Galatasaray SK Superleague Formula

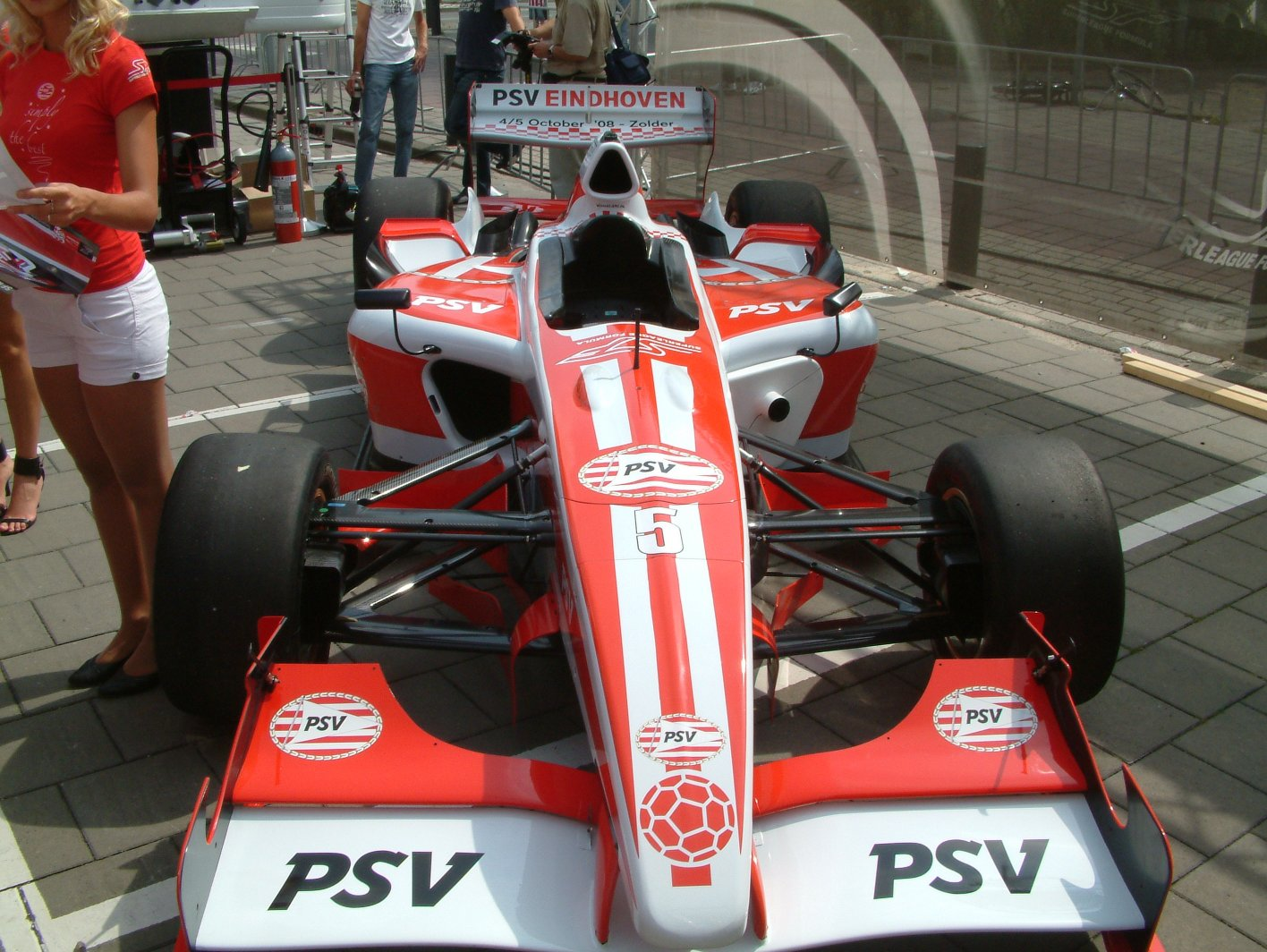
PSV Eindhoven Superleague Formula

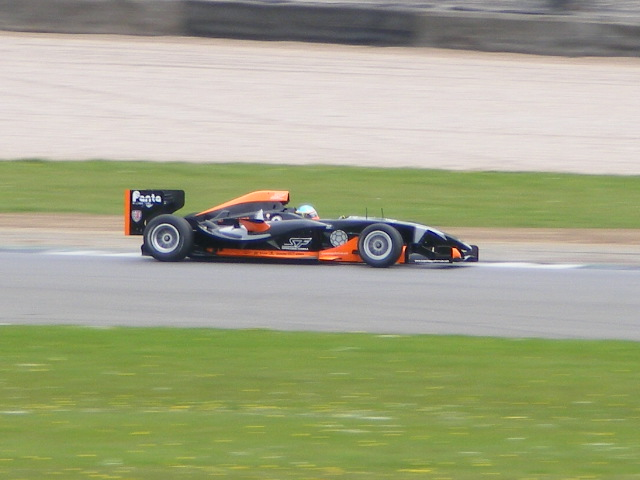
Démonstration de la voiture de la Superleague Formula à Donington Park.

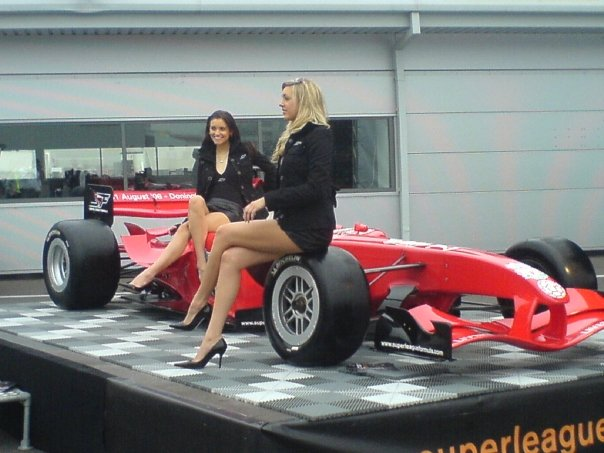
La voiture du Liverpool FC engagée en Superleague Formula à Donington

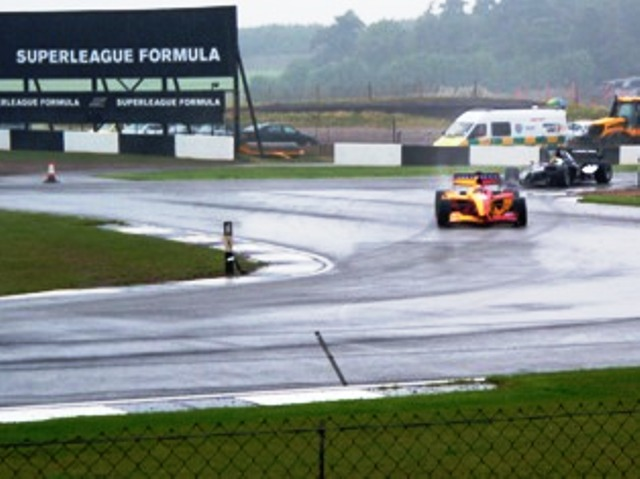
Galatasaray SK Superleague Formula (Alessandro Pier Guidi).

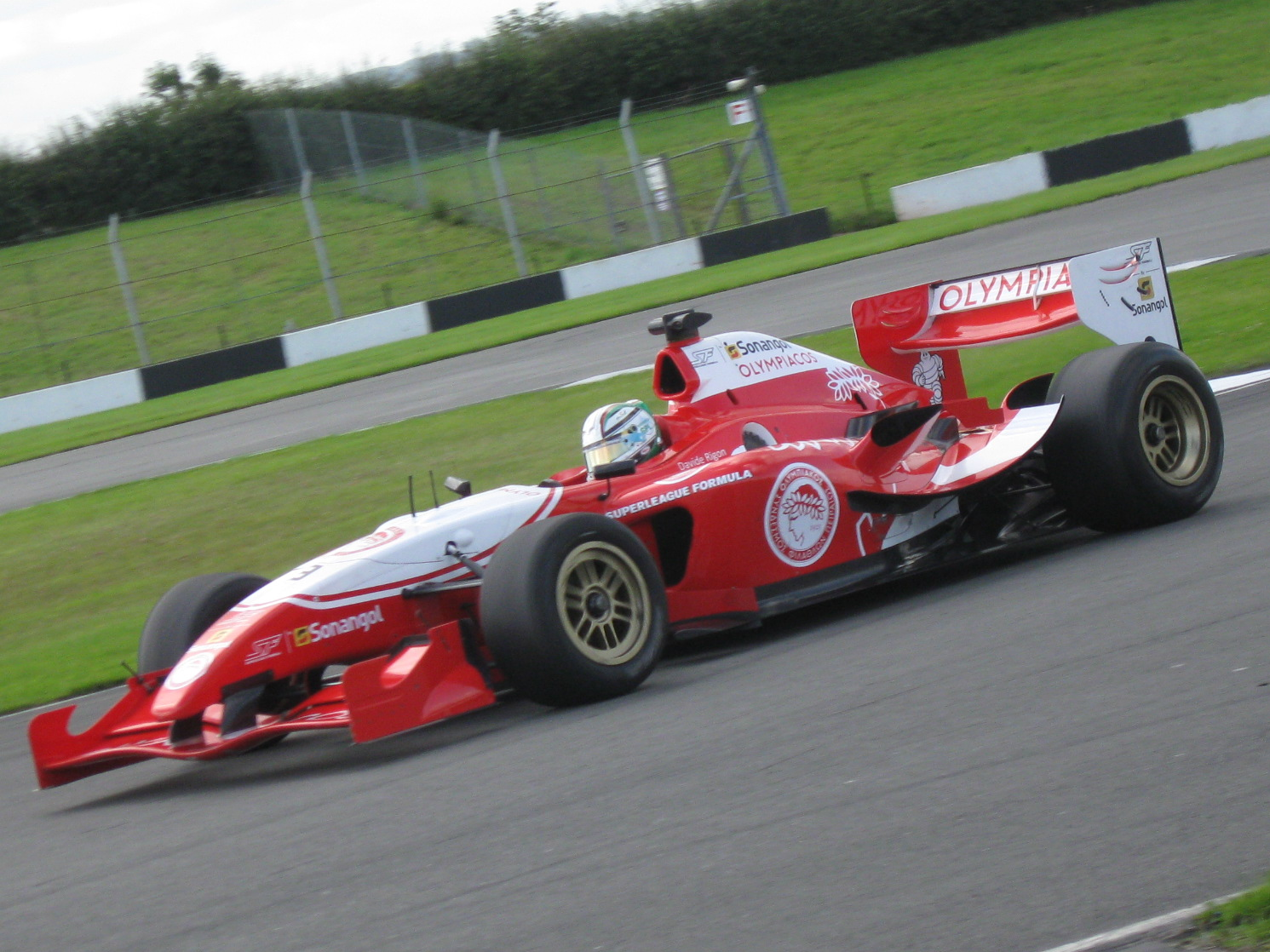
Olympiakos Superleague Formula (Davide Rigon).

La Superleague Formula est un championnat automobile, annoncé en 2005 et reprenant le concept du Premier 1 Grand Prix. La Superleague Formula a reçu une pleine approbation de la FIA en décembre 2005. 
Ce championnat regroupe des écuries parrainées par des équipes de football et portent leurs couleurs. Les clubs de football concernés sont notamment RSC Anderlecht, Galatasaray SK, RC Flamengo, Borussia Dortmund, Milan AC, Olympique lyonnais, Olympiakos Le Pirée, FC Porto, Sporting Portugal, SC Corinthians, Rangers FC, AS Roma ou PSV Eindhoven. Des pilotes issus de tous les championnats automobiles du monde, comme l'A1 Grand Prix, les GP2 Series ou le DTM sont recrutés pour le début du championnat, qui débute fin août 2008. 
L'objectif du championnat est d'atteindre un plateau de vingt équipes, toutes munies de la même voiture. Une grande partie des ventes, du marketing et des travaux technologiques seront centralisés par la Superleague Formula, offrant ainsi une considérable réduction des coûts pour les équipes.

### Format des courses
Les courses de la Superleague Formula commencent par une séance de qualification le samedi puis deux courses le dimanche, avec une grille inversée pour la seconde. À chaque course, les équipes sont en concurrence pour le prix d'un million d'euros. 
- Samedi : essais libres et séance de qualification
- Dimanche : deux courses (avec une grille inversée pour la deuxième course)
- La course dure une heure
- Prix d'un million d'euros par week-end

#### Performance
Pour le châssis il s'agit d'un Panoz DP09 construit par Élan Motorsport Technologies. La monoplace est propulsée par un V12 de 4,2 litres développant 750 ch, conçu par l'américain Menard Competition.

#### Distribution des points
Le classement du championnat est décidé par points, qui sont attribués en fonction de la position où l'équipe termine les Grands Prix. Les points sont attribués de la façon suivante :
| Position | 1er | 2e | 3e | 4e | 5e | 6e | 7e | 8e | 9e | 10e | 11e | 12e | 13e | 14e | 15e | 16e | 17e | 18e | 19e | 20e | 21e | 22e |
| Points   | 50  | 45 | 40 | 36 | 32 | 29 | 26 | 23 | 20 | 18  | 16  | 14  | 12  | 10  | 8   | 7   | 6   | 5   | 4   | 3   | 2   | 1   |
| -------- | --- | -- | -- | -- | -- | -- | -- | -- | -- | --- | --- | --- | --- | --- | --- | --- | --- | --- | --- | --- | --- | --- |

Contrairement à la Formule 1, le pilote n'a pas besoin de terminer, mais de commencer, pour accumuler des points. Les mêmes points sont attribués pour la course 1 et la course 2, mais la grille est inversée lors de la course 2 et les pilotes les plus lents sont avantagés puisqu'ils partent dans les premières lignes de la grille.
Depuis 2010

- Un pilote qui a abandonné ne marque pas de points.
- La super finale est réservée aux six meilleurs des deux courses avec grille inversée. Les pilotes qui terminent cette course marquent les points suivants :

| Position | 1er | 2e | 3e | 4e | 5e | 6e | ab. | n.p. |
| Points   | 6   | 5  | 4  | 3  | 2  | 1  | 0   | 0    |
| -------- | --- | -- | -- | -- | -- | -- | --- | ---- |

### Première saison
La saison 2008 de la Superleague Formula débute sur le circuit anglais de Donington Park. La première course est remportée par le pilote italien Davide Rigon de l'équipe Beijing Guoan et la deuxième, sous une pluie torrentielle, par le pilote espagnol Borja Garcia qui représente le FC Séville. Après le premier week-end de course, c'est le Beijing Guoan qui prend la tête du classement avec 79 points. Tottenham et Liverpool se partagent la deuxième place avec un total de 72 points.

### Dernière saison
La saison 2011 de la Superleague Formula est la quatrième saison de ce championnat de course automobile. Après l'annulation des épreuves russes et brésiliennes durant l'été, les épreuves chinoises (Pékin et Shanghai) et coréenne (Seoul) sont elles aussi annulées par manque d'accords avec les organisateurs. La finale prévue en Nouvelle-Zélande n'a pas lieu non plus faute de sponsors. La saison se réduit donc à deux meetings.
Depuis, la Superleague Formula n'existe plus, faute de partenaires pouvant financer le championnat.

### Palmarès
| Saison | Club           | Pilote        | Écurie                   |
| ------ | -------------- | ------------- | ------------------------ |
| 2008   | Beijing Guoan  | Davide Rigon  | Zakspeed                 |
| 2009   | Liverpool FC   | Adrián Vallés | Hitech Racing            |
| 2010   | RSC Anderlecht | Davide Rigon  | Azerti-Motorsport        |
| 2011   | Australie      | John Martin   | Alan Docking Racing (en) |

### Diffuseurs
| Pays                                     | Chaîne          |
| ---------------------------------------- | --------------- |
| Royaume-Uni                              | Setanta Sports  |
| Espagne Andorre                          | Cuatro          |
| Italie                                   | Sky Italia      |
| Portugal                                 | TVI             |
| Brésil                                   | SporTV Globo    |
| France                                   | Direct 8        |
| Pays-Bas                                 | RTL             |
| Grèce                                    | Alpha TV        |
| Chypre                                   | MiVision        |
| Turquie                                  | Show TV         |
| Émirats arabes unis Pays du Moyen-Orient | Abu Dhabi Sport |

Pour tous les autres pays européens, Eurosport 2 diffuse en direct les courses du week-end, ainsi qu'un magazine en prime-time le mardi. 
En outre, la Superleague Formula est également diffusée par les propres réseaux des clubs, notamment : 
| Pays                | Chaîne          |
| ------------------- | --------------- |
| AC Milan            | Milan Channel   |
| Galatasaray SK      | Galatasaray TV  |
| PSV Eindhoven       | PSV TV          |
| CR Flamengo         | Flamengo TV     |
| RSC Anderlecht      | RSCA TV         |
| Olympiakos Le Pirée | TV Magic        |
| FC Bâle             | FCB Internet TV |
| Borussia Dortmund   | BVB TV          |
| SC Corinthians      | Corinthians TV  |
| Rangers FC          | Rangers TV      |
| Séville FC          | Sevilla TV      |
| Liverpool FC        | LFCTV           |
| Olympique lyonnais  | OL TV           |

Les courses de la Superleague Formula sont diffusées dans 62 pays à travers le monde avec une audience potentielle de 100 millions de personnes.

## Statistiques
Établies après la saison 2009.
| n°      | Club                  | Saison     | Départs | Poles | Victoires | Podiums | Meilleur tour | Super finale | Points |
| ------- | --------------------- | ---------- | ------- | ----- | --------- | ------- | ------------- | ------------ | ------ |
| 8       | RSC Anderlecht        | 2008-2010  | 23      | 0     | 1         | 5       | 3             | 1            | 608    |
| 10      | FC Bâle               | 2008-2010  | 23      | 0     | 1         | 3       | 3             |              | 513    |
| 33      | Girondins de Bordeaux | 2010       | 0       | 0     | 0         | 0       | 0             |              | 0      |
| 5       | PSV Eindhoven         | 2008-2010  | 24      | 0     | 1         | 3       | 2             |              | 482    |
| 4       | Galatasaray SK        | 2008-2010  | 24      | 0     | 1         | 4       | 0             |              | 516    |
| 9       | Olympiakos Le Pirée   | 2008-2010  | 24      | 1     | 1         | 3       | 1             |              | 461    |
| 2       | Sporting CP           | 2009-2010  | 12      | 0     | 1         | 2       | 0             |              | 215    |
| 21 / 1  | Liverpool FC          | 2008-2010  | 24      | 2     | 3         | 7       | 1             | 1            | 737    |
| 69      | Olympique lyonnais    | 2009-2010  | 12      | 0     | 0         | 0       | 0             |              | 160    |
| 15      | Atlético Madrid       | 2008-2010  | 21      | 0     | 0         | 1       | 3             |              | 334    |
| 3       | AC Milan              | 2008-2010  | 23      | 1     | 3         | 7       | 0             |              | 621    |
| 12 / 24 | Beijing Guoan         | 2008, 2010 | 12      | 1     | 3         | 5       | 3             |              | 413    |
| 16      | FC Porto              | 2008-2010  | 23      | 0     | 3         | 4       | 1             |              | 579    |
| 7       | CR Flamengo           | 2008-2010  | 24      | 0     | 0         | 2       | 0             |              | 380    |
| 22      | AS Rome               | 2008-2010  | 24      | 1     | 0         | 4       | 0             |              | 518    |
| 14      | SC Corinthians        | 2008-2010  | 24      | 3     | 0         | 3       | 4             |              | 528    |
| 18      | Seville FC            | 2008-2010  | 20      | 1     | 2         | 5       | 0             | 1            | 515    |
| 19      | Tottenham Hotspur     | 2008-2010  | 24      | 0     | 1         | 7       | 2             |              | 639    |

* pole dans la course 1, podium ou meilleur tour dans les courses 1 et 2
| pilote                | Saison     | Départs | Poles | Victoires | Podiums | Meilleur tour | Super finale | Points |
| --------------------- | ---------- | ------- | ----- | --------- | ------- | ------------- | ------------ | ------ |
| Kasper Andersen       | 2008-2009  | 22      | 1     | 0         | 1       | 0             |              |        |
| Enrique Bernoldi      | 2009       | 10      | 0     | 0         | 1       | 0             |              |        |
| Sébastien Bourdais    | 2009-2010  | 10      | 1     | 1         | 4       | 0             | 1            |        |
| Yelmer Buurman        | 2008-2010  | 24      | 0     | 2         | 5       | 4             | 1            |        |
| Craig Dolby           | 2008-2010  | 24      | 0     | 1         | 7       | 3             |              |        |
| Robert Doornbos       | 2008, 2010 | 11      | 1     | 2         | 5       | 0             |              |        |
| Borja García          | 2008, 2010 | 12      | 0     | 1         | 1       | 0             |              |        |
| Tristan Gommendy      | 2008-2010  | 21      | 0     | 2         | 3       | 1             |              |        |
| Esteban Guerrieri     | 2009       | 10      | 1     | 2         | 3       | 1             |              |        |
| Alessandro Pier Guidi | 2008       | 12      | 0     | 0         | 3       | 0             |              |        |
| Paul Meijer           | 2008       | 4       | 1     | 1         | 2       | 0             |              |        |
| John Martin           | 2009-2010  | 12      | 0     | 0         | 2       | 0             | 1            |        |
| Giorgio Pantano       | 2009       | 12      | 0     | 1         | 2       | 0             |              |        |
| Alvaro Parente        | 2009-2010  | 2       | 0     | 1         | 1       | 0             |              |        |
| Franck Perera         | 2008-2009  | 8       | 1     | 0         | 2       | 0             |              |        |
| Pedro Petiz           | 2009       | 12      | 0     | 1         | 2       | 0             |              |        |
| Antônio Pizzonia      | 2008-2009  | 22      | 3     | 0         | 3       | 4             |              |        |
| Davide Rigon          | 2008-2010  | 18      | 1     | 3         | 6       | 3             |              |        |
| Tuka Rocha            | 2008       | 12      | 0     | 0         | 1       | 0             |              |        |
| Andy Soucek           | 2008       | 12      | 0     | 0         | 0       | 3             |              |        |
| Duncan Tappy          | 2008-2010  | 14      | 0     | 0         | 3       | 0             |              |        |
| Enrico Toccacelo      | 2008       | 10      | 0     | 0         | 1       | 1             |              |        |
| Ho-Pin Tung           | 2008-2009  | 12      | 0     | 1         | 3       | 0             |              |        |
| Adrián Vallés         | 2008-2009  | 24      | 2     | 3         | 7       | 1             | 1            |        |
| James Walker          | 2008, 2010 | 4       | 0     | 1         | 1       | 0             |              |        |
| Max Wissel            | 2008-2010  | 24      | 0     | 1         | 3       | 3             |              |        |

** pilotes ayant obtenu soit une pole dans la course 1, soit un podium ou un meilleur tour dans les courses 1 et 2, soit une victoire en super finale

### Anciens clubs
| n° | Club              | Saison    | Départs | Poles | Victoires | Podiums | Meilleur tour | Super finale | Points |
| -- | ----------------- | --------- | ------- | ----- | --------- | ------- | ------------- | ------------ | ------ |
| 6  | Al Ain            | 2008-2009 | 16      | 0     | 2         | 2       | 0             |              | 379    |
| 11 | Borussia Dortmund | 2008      | 11      | 1     | 1         | 2       | 1             |              | 218    |
| 17 | Rangers FC        | 2008-2009 | 24      | 0     | 0         | 2       | 0             | 1            | 468    |
| 24 | FC Midtjylland    | 2009      | 12      | 1     | 0         | 1       | 0             |              | 203    |